# Advent EuroCity
Az Advent EuroCity a budapesti Keleti pályaudvar és Wien Hauptbahnhof között közlekedik november utolsó szombatján és decemberi szombatokon  irányonként napi 1 indulással. A vonatot a MÁV és az ÖBB üzemelteti (vonatszám: EC 1160/1167).

## Története
A vonat adventi szombatokon közlekedik, a bécsi adventi vásár miatt megnövekedett utasforgalom sűrítőjárata, ezért is kapta az „Advent” nevet. A 2016–2017-es menetrendváltásig EuroCity-ként, utána a 2018–2019-es menetrendváltásig nemzetközi gyorsvonatként közlekedett, a 2019–2020-as menetrendváltással ismét EC-ként jár. A koronavírus-járvány miatt a 2020-as és 2021-es adventi időszakban nem közlekedett.

## Vonatösszeállítás
Vonatösszeállítás 2023. december 16-ától:
| Kocsiszám | Típus                              |
| --------- | ---------------------------------- |
|           | START 470 villanymozdony           |
| 807       | START Bpmz (termes másodosztályú)* |
| 806       | START Bpmz (termes másodosztályú)* |
| 805       | START Bpmz (termes másodosztályú)* |
| 404       | START Bpmz (termes másodosztályú)  |
| 403       | START Bmz (másodosztályú fülkés)   |
| 402       | START WRmz (étkezőkocsi)           |
| 401       | START Apmz (első osztályú fülkés)* |

| Kocsiszám | Típus                              |
| --------- | ---------------------------------- |
|           | START 470 villanymozdony           |
| 401       | START Apmz (első osztályú fülkés)* |
| 402       | START WRmz (étkezőkocsi)           |
| 403       | START Bmz (másodosztályú fülkés)   |
| 404       | START Bpmz (termes másodosztályú)  |
| 805       | START Bpmz (termes másodosztályú)* |
| 806       | START Bpmz (termes másodosztályú   |
| 807       | START Bpmz (termes másodosztályú)* |

A *-gal jelölt csak szükség esetén közlekedik.

## Megállóhelyei
| Megállóhelyek               |
| --------------------------- |
| 1. Budapest-Keleti          |
| 2. Budapest-Kelenföld       |
| 3. Tatabánya                |
| 4. Komárom                  |
| 5. Győr                     |
| 6. Mosonmagyaróvár          |
| 7. Hegyeshalom              |
| 8. Wien Hauptbahnhof (Bécs) |